# Idioma siciliano
El idioma siciliano (sicilianu) es una lengua romance hablada en la isla de Sicilia, en el sur de Italia. Muchos autores amplían el concepto de lengua siciliana a todos los dialectos italianos extremomeridionales hablados también en la península itálica, principalmente en el centro-sur de Calabria, en el extremo sur de Cilento (sur de Campania) y en Salento (Apulia meridional).
Es parte de la misma continuidad lingüística del italiano (lenguas pertenecientes al grupo italorromance) y desciende del latín vulgar, presentando un sustrato itálico (sículo) y griego antiguo, y, como cualquier otro idioma, también influencias de 
adstrato, derivadas tanto de las demás variantes italorromances como de otras continuidades lingüísticas neolatinas más lejanas (galorromances e iberorromances) y también de continuidades no romances (principalmente grecobizantinas y, en menor medida, árabes).
Tiene una rica historia y literatura y un extenso vocabulario con más de 250 000 palabras y es  célebre por su escuela poética siciliana de la Alta Edad Media, con autores como Giacomo da Lentini o Cielo d'Alcamo, los cuales influyeron significativamente en la escuela poética toscana del 
Dolce Stil Novo y en autores como Dante Alighieri, en el siglo XIII. El siciliano tuvo también una fuerte influencia en la formación de la lengua maltesa, sobre todo hasta finales del siglo XVIII.
Esta lengua, en el Libro Rojo de Unesco, está clasificada como lengua que corre riesgo de extinción.
El uso del siciliano como lengua hablada en familia o entre amigos es muy común en toda la región; menos común es su uso en ocasiones oficiales y en la forma escrita.
Los mayores escritores y poetas de la literatura en lengua siciliana son Giovanni Meli, Nino Martoglio, Domenico Tempio, Giuseppe Pitrè, Ignazio Buttitta, Leonardo Sciascia y Andrea Camilleri, entre otros.

## Descripción lingüística

### Fonología
Por un proceso de oclusión de las vocales cerradas /*e, *o/ el sistema vocálico del siciliano es un sistema pentavocálico /*i, *ɛ, *a, *ɔ, *u/ (evolucionado a partir del sistema protorromance /*i, *e, *ɛ, *a, *ɔ, *o, *u/), el siguiente cuadro resume la evolución desde el latín clásico al siciliano:
| Latín         | Ī | Ĭ | Ē | Ĕ | Ā | Ă | Ŏ | Ō | Ŭ | Ū |
| ------------- | - | - | - | - | - | - | - | - | - | - |
| Protorromance | i | e | e | ɛ | a | a | ɔ | o | o | u |
| Siciliano     | i | i | i | ɛ | a | a | ɔ | u | u | u |

## Ejemplos de lengua escrita

### Lu Patri Nostru
Patri nostru, chi siti 'n celu,
Sia santificatu lu vostru nomu,
Vinissi prestu lu vostru regnu,
Sempri sia fatta la vostra Divina Vuluntati
Comu  'n celu accussì 'n terra.
Dàtinillu sta jurnata lu panuzzu cutiddianu
E pirdunàtini li nostri piccati
Accussì comu nuautri li rimittemu ê nostri nimici
E nun ni lassati cascari ntâ tintazzioni,
ma scanzàtini dû mali.
Ámin.

### Extracto deAntoniu Venezianu:Celia, Lib. 2
(~1600)

Non è xhiamma ordinaria, no, la mia
è xhiamma chi sul'iu tegnu e rizettu,
xhiamma pura e celesti, ch'ardi 'n mia;
per gran misteriu e cu stupendu effettu.
Amuri, 'ntentu a fari idulatria,
s'ha novamenti sazerdoti elettu;
tu, sculpita 'ntra st'alma, sì la día;
sacrifiziu lu cori, ara stu pettu.

### Extracto deGiovanni Meli:Don Chisciotti e Sanciu Panza (Cantu quintu)
(~1800)

Stracanciatu di notti soli jiri;
S'ammuccia ntra purtuni e cantuneri;
cu vacabunni ci mustra piaciri;
poi lu so sbiu sunnu li sumeri,
li pruteggi e li pigghia a ben vuliri,
li tratta pri parenti e amici veri;
siccomu ancura  è n'amicu viraci
di li bizzari, capricciusi e audaci.

### Extracto deNinu Martogliu:Briscula 'n Cumpagni
(~1900)

—Càrricu, mancu? Cca cc'è 'n sei di spati!...
—E chi schifiu è, di sta manera?
Don Peppi Nnappa, d'accussì jucati?
—Misseri e sceccu ccu tutta 'a tistera,
comu vi l'haju a diri, a vastunati,
ca mancu haju sali di salera!

### Nino Rota: Tema deEl padrino,Brucia la Terra
Brucia la luna n'cielu e ju bruciu d'amuri
Focu ca si consuma comu lu me cori
L'anima chianci, addulurata
Non si da paci cchi sta mala nuttata
Brucia la terra mia e abbrucia lu me cori
Cchi siti d'acqua idda e ju siti d'amuri
Acu la cantu, la me canzuni
Si no c'e nuddu, ca s'a affacia a lu barcuni
Lu tempu passa ma non agghiorna
Non c'e mai suli, s'idda non torna
Lu tempu passa ma non agghiorna
Non c'e mai suli, s'idda non torna